# 총액주의
총액주의(gross amount principle, 總額主義)란 재무제표 작성 시, 수익,비용에 대응되는 모든 과목의 금액을 총으로 표시하는 방법이다. 순액주의와 반대되는 개념이다.
매출액의 총액에서 에누리와 환입 등을 제외하고 순매출액만을 기재하는 부분은 외부의 정보이용자들에게 정확한 정보를 제공하지 않음으로써 의사결정에 영향을 미칠 수 있다.